# Aaron Marquel Brooks
Pour les articles homonymes, voir Brooks et Aaron Brooks.
Aaron Marquel Brooks est un lutteur américain né le 15 juin 2000 à Hagerstown, dans le Maryland. Spécialiste de la lutte libre, il a remporté une médaille de bronze chez les moins de 86 kg aux Jeux olympiques d'été de 2024, organisés à Paris.